# Heinrich Bösenberg
Johann Heinrich Bösenberg (* 17. April 1745 in Hannover; † 27. November 1828 in Dresden) war ein deutscher Theaterschauspieler mehrerer reisender Schauspielgruppen sowie in Dresden, Komiker, Sänger und Bühnenautor.

## Leben
Heinrich Bösenberg debütierte als Schauspieler 1767 oder 1768 bei der Seilerschen Gesellschaft, die in verschiedenen Städten, u. a. in Weimar, Leipzig und Dresden Gastspiele gab. Anfang der 1780er Jahre erhielt er ein Engagement bei der Gerstmannschen Gesellschaft und 1784 bei der Großmannschen Gesellschaft. Hierbei handelte es sich um reisende Schauspielgruppen. Sein Repertoire umfasste hauptsächlich komische Rollen. Er trat u. a. in Amsterdam, Münster und Bonn auf. Ab 1786 wirkte er als Schauspieler bei der Bondinischen Gesellschaft des Schauspielers Pasquale Bondini, die ab 1789 unter der Leitung von Franz Seconda weitergeführt wurde. Die Secondasche Schauspielgruppe wurde 1814 zur Hoftheatergesellschaft in Dresden erhoben und Bösenberg somit an das Dresdner Hoftheater übernommen. 1819 wurde er pensioniert und blieb bis zu seinem Tod in Dresden.
Bösenberg schrieb einige Bühnenwerke, die als „Dramatischer Beitrag für das Hoftheater in Dresden“ 1791 veröffentlicht wurden.

## Familie
1768 wurde in Hannover Bösenbergs Tochter Eleonora Bösenberg geboren, spätere Sängerin (Alt) und Schauspielerin in Dresden. Heinrich Bösenberg unterrichtete seine Enkelin Julie Zucker, die Tochter von Eleonora Bösenberg, die ebenfalls Sängerin in Dresden wurde.